# جيمس هوكينز بيك
جيمس هوكينز بيك (بالإنجليزية: James Hawkins Peck)‏ (و. 1790 – 1836 م) هو محام، وقاض من الولايات المتحدة الأمريكية .